# Тотиги (префектура)
Тоти́ги (яп. 栃木県 Тотиги-кэн) — префектура, расположенная в регионе Канто на острове Хонсю, Япония. Площадь префектуры составляет 6408,28 км², население — 1 975 117 человек (1 июля 2014), плотность населения — 308,21 чел./км². Административный центр префектуры — город Уцуномия. Губернатор префектуры — Томикадзу Фукуда.

## Административно-территориальное деление
В префектуре Тотиги расположено 14 городов и 5 уездов (11 посёлков).

### Города
Список городов префектуры:
| - Асикага; - Канума; - Моока; - Насукарасуяма; - Насусиобара; | - Никко; - Отавара; - Ояма; - Сакура; - Сано; | - Симоцуке; - Тотиги; - Уцуномия; - Яита. |

### Уезды
Посёлки по уездам:
| - Кавати; - Каминокава; - Хага; - Итикай; - Масико; - Мотеги; - Хага; | - Симоцуга; - Мибу; - Ноги; - Сиоя; - Сиоя; - Таканедзава; - Насу; - Накагава; - Насу. |

## Символика
Эмблема и флаг префектуры были объявлены 1 декабря 1962 года. Цветком префектуры выбрали в 1969 году рододендрон Альбрехта, деревом — конский каштан (1966). В 1964 году птицей объявили синию мухоловку, а животным — японского серау (Capricornis crispus).